# 森元村
森 元村（もり もとむら）は、戦国時代から安土桃山時代の阿波国の武将。三好家家臣。通称は志摩守、筑後守。号は九華。
父は佐田九郎左衛門。土佐泊城主。子に森村春、森村吉がいる。

## 生涯
はじめ阿波国名東郡黒田村にいたが、後に板野郡土佐泊へ移住した。天文年間に土佐泊城を築城した。讃岐の諸将に攻められたが撃退し、その後讃岐に攻め込み反撃したことで名を挙げた。
天文8年（1539年）に細川晴元が河野氏と戦い、海賊衆を率いてこれに参戦した。
文禄3年（1594年）6月5日に病死した。